# Phemonoë
Phemonoë (Oudgrieks: Φημονόη / Phēmonóē) was een dochter van Apollo.
Zij was tevens diens eerste priesteres (de Pythia) te Delphi. Ze werd gehouden voor de uitvindster van de hexameter en aan haar werd - naast aan verscheiden anderen - het Oudgriekse aforisme "γνῶθι σεαυτόν" ("Ken uzelf") toegeschreven. Ook werd de naam in het algemeen voor priesteres of profetes gebruikt.

## Referentie
- art. Phemonoe, in F. Lübker - trad. ed. J.D. Van Hoëvell, Classisch Woordenboek van Kunsten en Wetenschappen, Rotterdam, 1857, p. 734.